# Diadasina specularis
Diadasina specularis är en biart som först beskrevs av Joseph Vachal 1909.  Diadasina specularis ingår i släktet Diadasina och familjen långtungebin. Inga underarter finns listade i Catalogue of Life.